# Világnapok és nemzetközi akciónapok listája
Ebben a listában a világnapok és nemzetközi akciónapok találhatóak, azaz olyan évenként ismétlődő, globális vagy számos országra kiterjedő ünnepek és figyelemfelhívó napok, amelyeket különböző nemzetközi szervezetek hirdettek meg valamely aktuális témához kapcsolódóan: pl. az ENSZ tematikus figyelemfelhívó napjai, szakmák napjai és egyéb egynapos, nemzetközi jelentőségű események.
Az egyéb nemzetközi ünnepeket, a vallási ünnepeket és a nemzetközi történelmi emléknapokat lásd az Ünnepek és emléknapok listája című szócikkben!

## Rögzített dátumok

### Január
| Dátum      | Név                                | Megjegyzés |
| ---------- | ---------------------------------- | --- |
| január 1.  | A béke világnapja                  | 1967 óta a katolikus egyház ünnepe (World Day of Peace). 2000. január 1-jétől az ENSZ kezdeményezésére világi ünnepként is számos országban békevilágnapot tartanak, kezdetben One Day in Peace („egy nap békében”), ma pedig Global Family Day néven (azaz a „globális család” napja, amikor a Föld lakói egyetlen nagy családot alkotnak a békéért).                       |
| január 2.  | Az introvertáltak világnapja       | 2011 óta tartják meg, célja a többségi társadalom tagjainak figyelmét felhívni az introvertált személyiségű emberek eltérő kommunikációs érzékenységére és közösségi igényeire. |
| január 15. | A Wikipédia napja                  | Wikipedia Day - a Wikipédia 2001. január 15-i születésnapjára emlékezésül. |
| január 17. | Az olasz konyha napja              | 2008 óta. A dátumválasztás indoka Remete Szent Antal erre a napra eső ünnepe, aki Olaszországban népszerű szent, a háziállatok, a hentesek és a szalámikészítők védőszentje; valamint ez a nap ott hagyományosan a farsang kezdete is. A világnap célja az "olasz konyha", "olasz éttermek" autentikus voltának megőrzése mindenütt a világon, ahol ezek el vannak terjedve. |
| január 22. | A magyar kultúra napja             | 1989 óta, azért január 22-én, mert 1823-ban Kölcsey Ferenc ezen a napon fejezte be a Himnusz megírását. |
| január 26. | Nemzetközi vámnap                  | Január 26-át a brüsszeli székhelyű Vám Együttműködési Tanács megalakulásának napját 1983 óta ünneplik a világban. |
| január 27. | A holokauszt nemzetközi világnapja | 1945-ben a szovjet Vörös Hadsereg ezen a napon felszabadítja az Auschwitz-birkenaui koncentrációs táborokat. 2005-ös ENSZ ájánlás. |
| január 28. | Az adatvédelem nemzetközi napja    | |
| január 30. | A lepra elleni harc világnapja     | |

### Február
| Dátum       | Név                                         | Megjegyzés |
| ----------- | ------------------------------------------- | --- |
| február 1.  | A bionika világnapja                        | |
| február 2.  | A szerzetesek világnapja                    | A katolikus egyház 1997 óta ünnepli ezen a napon II. János Pál pápa kezdeményezésére azt a mintegy egymillió férfit és nőt, akik szerzetesként élik életüket. |
| február 2.  | A vizes élőhelyek napja                     | 1971. február 2-án az indiai Ramsar városában fogadták el az ún. Ramsari Egyezményt, amelyben a biológiai sokféleség megőrzése érdekében a kormányok felelősséget vállaltak a vizes élőhelyek védelméért. |
| február 3.  | A rejtvényfejtők világnapja                 | |
| február 4.  | Rákellenes világnap                         | Az International Union Against Cancer (UICC) 2000 februárjában Párizsban tartott első rákellenes világkongresszusán hirdették meg annak emlékére, hogy a kongresszus február 4-én történelmi dokumentumot írtak alá, amely világméretű összefogásra szólít fel a rák ellen. |
| február 11. | A betegek világnapja                        | 1993-tól II. János Pál pápa kezdeményezésére ünneplik. Célja, hogy „Isten egész népe kellő figyelmet szenteljen a betegeknek, illetve segítse elő a szenvedés megértését.” |
| február 14. | Bálint-nap                                  | A szerelmesek ünnepe. Ismert még Valentin-nap néven is. Szent Bálint vértanú pap, más források szerint Szent Bálint vértanú terni püspök emléknapja nyomán, aki a katolikus hagyomány szerint a szerelmesek védőszentje. |
| február 14. | (Korábban az epilepsziával élők világnapja) | A Nemzetközi Epilepsziaellenes Iroda (IBE) 1997. február 14-re hirdette meg az epilepsziával élők első világnapját. 2015-ben az IBE és a Nemzetközi Epilepsziaellenes Liga (International League Against Epilepsy, ILAE) az Epilepszia világnapját közösen február második hétfőjére hirdették meg újból International Epilepsy Day/, Epilepsy Foundation, így átkerült a mozgó dátumú világnapok közé (lásd ott). |
| február 20. | A pipázás világnapja                        | 2008. február 20. óta |
| február 21. | Az anyanyelv nemzetközi napja               | Banglades javaslatára az ENSZ hirdette meg, és 2000-ben ünnepelték először. |
| február 21. | Az idegenvezetők világnapja                 | International Tourist Guide Day. 1985 óta számos országban megünneplik, oly módon, hogy az idegenvezetők saját honfitársaiknak mutatják be városukat ellenszolgáltatás nélkül, hogy azok a városuk érdekességeit jobban megismerjék. |
| február 22. | A bűncselekmények áldozatainak napja        | 1990. február 22-én tette közzé az Európai Tanács a bűncselekmények áldozatainak chartáját, és ez a nap azóta a kontinens számos országában az áldozatok napja. |

### Március
| Dátum       | Név                                                                                        | Megjegyzés |
| ----------- | ------------------------------------------------------------------------------------------ | --- |
| március 1.  | A polgári védelem világnapja                                                               | 1992 óta tartják, annak emlékére, hogy a Nemzetközi Polgári Védelmi Világszervezet 1972. március 1-jén alakult meg. |
| március 1.  | Az atomfegyvermentes és független Csendes-óceáni térség napja                              | 1954. március 1-jén az USA hidrogénbomba-kísérletet hajtott végre a Bikini-atollon. A Csendes-óceánon tevékenykedő Fukuru Maru japán halászhajó legénységét radioaktív sugárzás érte. |
| március 2.  | A faji megkülönböztetés elleni küzdelem nemzetközi napja (röviden: antirasszista világnap) | 1966. október 26. ENSZ közgyűlése |
| március 3.  | A békéért küzdő írók világnapja                                                            | A Nemzetközi Pen Club hirdette meg 1984 júliusában. |
| március 3.  | A vadon élő állatok világnapja (Vadvédelmi világnap)                                       | Az ENSZ 68. Közgyűlése fogadta el megtartását 2013-ban. |
| március 5.  | A lemezlovasok, DJ-k világnapja                                                            | |
| március 6.  | Energiatakarékossági világnap                                                              | Az 1998-ban Bécsben tartott első nemzetközi energiahatékonysági konferencia óta. |
| március 8.  | Nemzetközi nőnap                                                                           | A nemzetközi szocialista nőmozgalom II. konferenciáján, 1910 augusztusában Koppenhágában határozták el, hogy megemlékeznek arról a 40 ezer textil- és konfekcióipari munkásnőről, akik 1857. március 8-án béregyenlőségért és munkaidő-csökkentésért sztrájkoltak. |
| március 14. | Nemzetközi π-nap                                                                           | Albert Einstein születésének évfordulóján (1879. március 14.) számos országban rendezvényekkel, vetélkedőkkel, konferenciákkal ünneplik a pi számot és egyben a nagy tudósról is megemlékeznek. |
| március 14. | Gátellenes világnap                                                                        | A mozgalom 1997-ben indult, a gátak által veszélyeztetett emberek első nemzetközi találkozója március 14-én volt, - a folyókért, a vízért és az életért jelmondattal-, melyen 20 érintett ország képviselői vettek részt, köztük: Tajvan, Brazília, Chile, Lesotho, Argentína, Thaiföld, Oroszország, Franciaország, Svájc, és az Egyesült Államok. Céljuk az, hogy kifejezzék rosszallásukat a rossz vízgazdálkodási tervek, a duzzasztógátak telepítése ellen, melyek károsan befolyásolják a természetes vízgyűjtő területek egészségét, és rávilágítsanak a veszély globális voltára. Arra, hogy víz alá kerülnek olyan területek is többek között, amelyeken emberek éltek, termelés folyt és kártérítésben nem részesítették azokat, akik emiatt földönfutóvá váltak. |
| március 15. | Fogyasztóvédelmi világnap                                                                  | Annak emlékére, hogy John F. Kennedy amerikai elnök 1962-ben ezen a napon hirdette ki a négy alapvető fogyasztói jogot összefoglaló történelmi nyilatkozatot. |
| március 15. | Nemzetközi fókavadászat-ellenes nap                                                        | |
| március 20. | A boldogság világnapja                                                                     | 2012. június 28. ENSZ közgyűlés: "a boldogság keresése az emberi lét egyik alapvető célja" – nyilvánította ki az ENSZ. |
| március 20. | A verebek világnapja                                                                       | Az Indiai Természettudományos Társaság kezdeményezésére tartják meg 2010 óta |
| március 21. | A költészet világnapja                                                                     | Bevezetését a marokkói kormányzat kezdeményezte 1998-ban az ENSZ Nevelésügyi, Tudományos és Kulturális Szervezeténél (UNESCO). |
| március 21. | A faji megkülönböztetés (apartheid) elleni küzdelem napja                                  | Más néven antirasszista világnap - 1966-ban jelölte ki az ENSZ, ezzel állítva emléket egy 1960-ban Dél-Afrikában történt, vérfürdőbe torkollott apartheid-ellenes demonstráció 69 áldozatának. |
| március 21. | A planetáris tudat világnapja                                                              | A napéjegyenlőség napjára eső világnap célja, hogy népszerűsítse a globális tudatosságot, annak átérzését, hogy az emberiség egységes. Ezen a napon úgynevezett napfelkelte-fesztiválokat rendeznek. |
| március 21. | A Down-szindróma-világnapja                                                                | Az ENSZ 2011. november 11-én nyilvánította világnappá. |
| március 21. | Az erdők világnapja                                                                        | Az ENSZ 2012-ben, az Erdők nemzetközi éve alkalmával nyilvánította hivatalosan világnappá a korábban már többfelé megtartott megemlékezést. Leírás a világnap történetéről: |
| március 22. | A víz világnapja                                                                           | Az ENSZ közgyűlése 1992-93. évi ülésszaka vezette be az 1992. évi dublini környezetvédelmi konferencia javaslatára. |
| március 23. | Meteorológiai világnap                                                                     | 1960 óta, a Meteorológiai Világszervezet (WMO) 1873-ban megalakult, majd 1950. március 22-én újjá alakulásának tiszteletére. |
| március 24. | A gümőkór (tbc) elleni küzdelem világnapja                                                 | A WHO kezdeményezésére 1996 óta. Robert Koch 1882. március 24-én ismertette a TBC kórokozójának, a Koch-bacillusnak a felfedezését. |
| március 25. | A magzatgyermek napja                                                                      | |
| március 26. | A dokumentumszabadság világnapja                                                           | Alulról jövő kezdeményezés, célja a szabad dokumentum-formátumok és nyílt szabványok népszerűsítése. Fő kezdeményezője az ODF Alliance nevű szövetség. |
| március 26. | Purple Day - Lila Nap                                                                      | Az epilepszia melletti kiállás és szolidaritás napja. 2008 óta tartják meg, Magyarország 2010-ben csatlakozott. |
| március 27. | Színházi világnap                                                                          | A Nemzetközi Színházi Intézet bécsi közgyűlésén 40 ország küldötteinek határozata alapján, 1962 óta tartják, annak emlékére, hogy 1957. március 27-én Párizsban megnyílt a Nemzetek Színháza. |

### Április
| Dátum       | Név                                                              | Megjegyzés |
| ----------- | ---------------------------------------------------------------- | --- |
| április 2.  | Szakszervezeti akciónap                                          | |
| április 2.  | Nemzetközi Gyerekkönyvnap                                        | 1967 óta tartják világszerte a Gyermekkönyvek Nemzetközi Tanácsának (IBBY) szervezésében, Hans Christian Andersen dán meseíró születésnapján. |
| április 2.  | Az autizmus világnapja                                           | 2008-tól kezdődően április 2-át az ENSZ az autizmus világnapjává nyilvánította, ezzel próbálva ráirányítani a világ figyelmét az autisták problémáira. |
| április 7.  | Az egészség világnapja                                           | Egészségügyi Világszervezet (WHO) 1947-ben ezen a napon alakult meg, célja a nemzetközi egészségügyi munka irányítása és összehangolása, továbbá a környezet aktív védelme. |
| április 8.  | A roma kultúra világnapja                                        | a magyarországi honlapok kalendáriumaiban elterjedt a március 19-i dátum is, mint „a cigányság világnapja”, ekkorra azonban egyetlen nemzetközi szervezet sem hirdetett ilyen világnapot. |
| április 8.  | Az emberszeretet világnapja                                      | |
| április 11. | A Parkinson-kór világnapja                                       | James Parkinson, a betegség tünetegyüttesét leíró angol orvos születésnapja |
| április 12. | Az űrhajózás világnapja                                          | Jurij Alekszejevics Gagarin 1961-es űrrepülésének alkalmából. |
| április 14. | A könyvtárosok világnapja                                        | The Campaign for the World's Libraries Könyvtáros egyesületek programnapja, hogy felhívják a közvélemény figyelmét a könyvtárak és könyvtárosok nyújtotta értékekre. |
| április 15. | A művészet világnapja                                            | A művészet világnapjának célja, hogy segítse a művészet fejlődését, terjesztését és élvezetét, az UNESCO Általános Konferenciájának 40. ülésszakán, 2019-ben született döntés értelmében. A művészet világnapja Mexikó és Törökország kezdeményezésére, a tagállamok egyhangú támogatásával került az UNESCO által ünnepelt napok közé, az április 15-i dátum apropója Leonardo da Vinci itáliai polihisztor 1452-es születésének napja. |
| április 16. | Holokauszt Magyarországi Emléknapja                              | 2001 óta minden év április 16-án a holokauszt magyarországi áldozataira emlékezünk. 1944-ben e napon kezdődött meg a magyarországi zsidók gettókba tömörítése Kárpátalján. Az ezt követő hónapok során több mint 400 000 zsidót zártak gyűjtőtáborokba, majd hurcoltak el Magyarországról Auschwitz-Birkenauba. |
| április 18. | Műemléki világnap                                                | Az ICOMOS (Műemlékek és Helyszínek Nemzetközi Bizottsága) 1983-ban határozta el, hogy meghirdeti a műemlékek világnapját, hogy ezáltal is felhívja a figyelmet a műemlékvédelem fontosságára, lehetőségeire és szükségességére. 1984 április 18-án tartották meg először. Magyarországon a szervezet Magyar Nemzeti Bizottsága szervezi a kezdetektől a világnap rendezvényeit. 2006 óta az ICOMOS-, valamint a kevésbé sikeres, a műemléki értéket veszélyeztető beavatkozásokra figyelmeztető Citrom-díj, 2013 óta pedig a Példaadó Műemlékgondozásért Díj is kiosztásra kerül. Ekkor kerül átadása a Forster Gyula-díj és a Schönvisner István-emlékérem is. |
| április 18. | Rádióamatőr világnap                                             | 1925. április 18-án, Párizsban, 23 ország rádióamatőrei aláírták a Nemzetközi Rádióamatőr Szövetség (IARU: International Amateur Radio Union) alkotmányát. |
| április 22. | A Föld napja                                                     | John McConnell vetette fel 1969-ben egy UNESCO konferencián, San Franciscóban. A Föld napját első ízben 1970. március 21-én tartották, ami az északi féltekén a tavasz első napja. |
| április 22. | Holokauszt világnapja                                            | Az ún. Jom Hásoá, a Pusztítás Gyásznapja Izraelben. Szerte a világon a kegyetlen fájdalom napja. (Minden évben változó napra esik, a hold alapú zsidó naptárhoz mérten. - 2021. április 8., 2022. április 28., stb.) |
| április 22. | Az ápolók világnapja                                             | |
| április 23. | A könyv és a szerzői jog világnapja                              | Az UNESCO kezdeményezésére, 1996 óta - Cervantes és Shakespeare halálának napján. A világnap ötlete Katalóniából származik, ahol április 23-án hagyomány egy szál rózsát ajándékozni minden eladott könyv után. |
| április 24. | A kísérleti állatok világnapja                                   | |
| április 26. | A szellemi tulajdon világnapja (World Intellectual Property Day) | Az ENSZ Szellemi Tulajdon Világszervezete (WIPO) 26. ülésszakának határozata alapján április 26-a a Szellemi Tulajdon Világnapja, amelyet először 2001. április 26-án ünnepelték meg. |
| április 27. | A vakvezető kutyák világnapja                                    | 1994-ben ünnepelték meg először, a Nagy-Britanniában levő vakvezető Kutyakiképző Iskolák Világszövetségének ötlete nyomán. |
| április 28. | A Halott és megrokkant dolgozók nemzetközi emléknapja            | |
| április 28. | A testvérvárosok világnapja                                      | 1957. április 28-án a franciaországi Aix-les-Bains-ban megalakult a Testvérvárosok Világszövetsége (UTO). E napot a városok közötti együttműködés érdekében ünneplik. |
| április 29. | Nemzetközi táncnap                                               | A Nemzetközi Színházi Intézet 1981. évi madridi közgyűlésének kezdeményezésére 1982-ben ünnepelték meg először, megemlékezve Jean G. Noverre francia balett-táncos, az egyetemes táncművészet nagy megújítójának születésnapjáról. |

### Május
| Dátum     | Név                                               | Megjegyzés |
| --------- | ------------------------------------------------- | --- |
| május 1.  | A munkavállalók szolidaritási napja               | 1890 óta a munkások nemzetközi ünnepe. |
| május 3.  | A nemzetközi sajtószabadság napja                 | Az ENSZ 1991 őszén nyilvánította május 3-át a Nemzetközi Sajtószabadság Napjává, annak emlékére, hogy 1991. május 3-án tették közzé a Windhoek Nyilatkozatot, amelyben az afrikai népeknek a független és pluarista sajtóhoz való jogát fogalmazták meg.                                   |
| május 4.  | A tűzoltók napja                                  | A tűzoltók védőszentjének, Szent Flóriánnak ünnepéhez kapcsolódik. |
| május 5.  | Európa-nap                                        | Megünneplését az 1945. május 5-én Londonban megalakult Európai Tanács Miniszteri Bizottsága 1964-ben határozta el. (2018-ban Brüsszelben május 5-én, Luxembourgban május 5-én és 9-én, Strasbourgban pedig június 10-én tartották)                                                         |
| május 8.  | A Nemzetközi Vöröskereszt és Vörös Félhold napja  | A szervezetet megalapító Jean Henri Dunant svájci író születésnapján. |
| május 10. | A madarak és fák napja                            | A világon elsőként 1902-ben, Herman Ottó kezdeményezésére, Chernel István ornitológus szervezte meg Magyarországon. Annak emlékére, hogy 1902. március 19-én Párizsban az európai államok - köztük Magyarország - egyezményt kötöttek a mezőgazdaságban hasznos madarak védelme érdekében. |
| május 12. | Az ápolók nemzetközi napja                        | 1820-ban ezen a napon született Florence Nightingale brit ápolónő, aki tevékenységével a krími háborúban szerzett érdemeket. |
| május 15. | A család nemzetközi napja                         | 1994 óta, ENSZ |
| május 15. | Nemzetközi klímaváltozási akciónap                | |
| május 16. | A fény világnapja                                 | Az UNESCO közgyűlésének A fény nemzetközi éve (2015) után hozott határozata alapján, 2018-tól tartják ezen a napon. |
| május 17. | Az információs társadalom világnapja              | |
| május 17. | A távközlés világnapja                            | Az ITU határozata alapján tartották 1968-2006 között, megemlékezve az egyesület 1865-ös párizsi alapításáról. |
| május 17. | Homofóbia, transzfóbia és bifóbia elleni világnap | |
| május 18. | A múzeumok nemzetközi napja                       | A Múzeumok Nemzetközi Tanácsának (ICOM) 1977 májusában Moszkvában megtartott XI. konferenciáján határozták el ünneplését. 1978-ban tartották először. |
| május 18. | Az internet világnapja                            | |
| május 19. | A tömegtájékoztatás világnapja                    | |
| május 20. | A méhek világnapja                                | Az ENSZ Közgyűlése 2017. decemberében szlovén javaslatra egyhangúlag fogadta el megtartását, amire először 2018-ban került sor. Korábban, 1994-től kezdve Magyarországon április 30-a volt kijelölve a Méhek napjává.                                                                      |
| május 22. | A biológiai sokféleség nemzetközi napja           | vagy a biodiverzitás védelmének világnapja. Korábban december 29-én tartották. 2000-es ENSZ határozat. |
| május 22. | Kihívás Napja (Challenge Day)                     | Kihívás Napja magyar honlapja |
| május 22. | Elhízás elleni európai nap                        | A kezdeményezés nemzetközi honlapja |
| május 24. | Az európai nemzeti parkok napja                   | 1999 óta tartják meg az Europarc Szövetség javaslatára, 1909. május 24-én alakultak meg az első európai nemzeti parkok Svédországban. |
| május 25. | Afrika napja                                      | |
| május 25. | „törülközőnap” Douglas Adams emlékére             | |
| május 25. | Az eltűnt gyerekek világnapja                     | 2004 óta rendezik meg május 25-én az Eltűnt Gyermekek Világnapját. 1979. május 25-én tűnt el a New York-i 6 éves kisfiú, Etan Patz. Ő volt az első gyerek, akinek a fényképét tejesdobozokra nyomták.                                                                                      |
| május 31. | Dohányzásmentes világnap                          | Az ENSZ Egészségügyi Világszervezete (WHO) kezdeményezésére a nap különböző rendezvényein azt hangsúlyozzák, hogy a dohányosoknak nincs joguk ártani nemdohányzó embertársaiknak. |

### Június
| Dátum      | Név                                                  | Megjegyzés |
| ---------- | ---------------------------------------------------- | --- |
| június 1.  | A szülők világnapja                                  | Az ENSZ világnapja 2012 óta. |
| június 2.  | A melegek világnapja                                 | |
| június 4.  | Az erőszak gyermekáldozatainak világnapja            | |
| június 5.  | Környezetvédelmi világnap                            | 1972. június 5-én nyílt meg Stockholmban "Ember és bioszféra" címmel az ENSZ első környezetvédelmi világkonferenciája, és az év végén a világszervezet közgyűlése ezt a napot világnappá nyilvánította. |
| június 8.  | Az óceánok világnapja                                | |
| június 10. | A kézművesség világnapja                             | www.worldhandicraftsday.com |
| június 12. | A gyermekmunka elleni világnap                       | |
| június 13. | A magyar feltalálók napja                            | |
| június 14. | A véradók világnapja                                 | |
| június 16. | Az afrikai gyermekek világnapja                      | |
| június 17. | A sivatagosodás és aszály elleni küzdelem világnapja | |
| június 20. | A menekültek világnapja                              | 2004 óta, nem hivatalos. |
| június 20. | Társállatok világnapja                               | 2013-ban hirdette meg a Julius-K9, tiltakozásul az ellen, hogy a nyári napforduló előestéjén, június 20-án érkeznek túlzsúfolt ketrecekben a kutyák a yulini kutyafesztiválra (Kína), ahol másnap tízezerszámra mészárolják le őket embertelen körülmények és válogatott kínzások között, hogy a húsukból lakomát rendezzenek. |
| június 21. | Menj gördeszkázni nap (Go Skateboarding Day)         | 2004 óta tartják, nem hivatalos. |
| június 23. | Olimpiai világnap                                    | 1987 óta ünnepeljük, annak emlékére, hogy 1894. június 23-án Pierre de Coubertin báró kezdeményezésére Párizsban kongresszus nyílt, amelyen elhatározták az ókori görög olimpiai játékok újjáélesztését. |
| június 23. | Spamellenes világnap                                 | |
| június 23. | Nemzetközi SOS Gyermekfalvak napja                   | |
| június 23. | A közalkalmazottak napja                             | |
| június 25. | Vitiligo világnapja                                  | |
| június 26. | Kábítószer-ellenes világnap                          | 1988-tól ünnepeljük az ENSZ-közgyűlés határozata alapján. Célja figyelemfelkeltés a kábítószer veszélyeire, a drogkereskedelem elleni harc fontosságára. (Magyarországon 1997-ben tartották először.) |
| június 26. | A kínzás áldozatai támogatásának világnapja          | |
| június 27. | A cukorbetegek világnapja.                           | A diabétesz világnapot a Egészségügyi Világszervezet (WHO) szervezésében tartják. |
| június 29. | Nemzetközi Duna-nap                                  | A Duna vízgyűjtő területéhez tartozó 19 országban, 2004 óta. |

### Július
| Dátum      | Név                      | Megjegyzés |
| ---------- | ------------------------ | --- |
| július 1.  | A reggae-zene világnapja | |
| július 2.  | A sportújságírók napja   | A Nemzetközi Sportújságíró Szövetség (AIPS) 1994 szeptemberében Párizsban tartott ülésén – magyar javaslatra – döntött a nap megünnepléséről, annak emlékére, hogy az AIPS 1924. július 2-án alakult meg. 1995-ben ünnepelték először.                 |
| július 3.  | Zacskómentes világnap    | Célja az egyszer használatos műanyagzacskók használatának megszüntetése az egész világon. Két katalán környezetvédelmi szervezet kezdeményezésére indult el 2008-ban, ma már számos szervezet támogatja, köztük az EU Környezetvédelmi Bizottsága is.  |
| július 11. | Népesedési világnap      | 2004 óta. Az ENSZ célja, hogy felhívja a világ – főként a harmadik világbeli országok – figyelmét a Föld túlnépesedésének veszélyére. |
| július 14. | A cápatudatosság napja   | Angolul Shark Awareness Day |
| július 20. | A Hold napja             | Annak emlékére, hogy az Apollo-program keretében az Apollo–11 legénységének két tagja, Neil Armstrong és Edwin Aldrin 1969-ben ezen a napon léptek a Holdra.                                                                                           |
| július 20. | A Sakk napja             | A sakk világnapjának ötletét először az UNESCO vetette fel, és 1966-ban ünnepelték meg első alkalommal, miután a FIDE létrehozta az eseményt. Az ENSZ Közgyűlése 2019. december 12-én egyhangúlag elfogadta a határozatot, mely elismeri a világnapot. |
| július 28. | A hepatitisz világnapja  | A világnap emléket állít Baruch Blumberg Nobel-díjas amerikai orvosnak, aki ezen a napon született 1925-ben és ő volt a hepatitis B vírus felfedezője.                                                                                                 |
| július 30. | A barátság világnapja    | Ezt a napot az Egyesült Nemzetek Közgyűlése (az ENSZ szerve) 2011-ben nyilvánította nemzetközi nappá. Néhány országban más napokon ünneplik. |

### Augusztus
| Dátum          | Név                                                      | Megjegyzés |
| -------------- | -------------------------------------------------------- | --- |
| augusztus 1-7. | A Szoptatás Világhete                                    | A Szoptatás Világhete (World Breastfeeding Week, WBW), amelyet minden év augusztus 1-7. között tartanak, egy globális kampány, amelynek célja, hogy felhívja a figyelmet a szoptatás fontosságára és cselekvésre ösztönözzön a szoptatási arányok növelése érdekében. Az időpontot az 1990-es Innocenti Nyilatkozat emlékére választották. A Szoptatás Világhetének szervezője a World Alliance for Breastfeeding Action (WABA); első alkalommal 1992-ben ünnepelték meg, és már ekkor 70 ország vett részt a különböző programokban. |
| augusztus 6.   | A nukleáris fegyverek betiltásáért folyó harc világnapja | Az egykori Békevilágtanács elnöksége Hirosima atombombázásának évfordulóját 1978-ban világnappá nyilvánította. |
| augusztus 9.   | A világ őslakosainak nemzetközi napja                    | |
| augusztus 10.  | Oroszlánok világnapja                                    | 2013 óta. Figyelemfelhívás az oroszlánok védelmére, mivel az IUCN Vörös Listáján is szereplő veszélyeztetett faj. Ezen a napon aggodalmát fejezheti ki az oroszlánokat fenyegető veszélyek miatt, mint például az orvvadászat, vagy az élőhelyek pusztítása. |
| augusztus 10.  | A biodízel nemzetközi napja                              | International Holidays (angol nyelven). calendarlabs.com. (Hozzáférés: 2012. augusztus 10.) |
| augusztus 12.  | A fiatalok világnapja                                    | International Youth Day (angol nyelven). (Hozzáférés: 2024. június 14.). Nem azonos a katolikus egyházban ünnepelt ifjúsági világnappal, amelyet korábban minden évben virágvasárnapon, 2022 óta Krisztus Király főünnepén, novemberben tartanak. |
| augusztus 13.  | A balkezesek világnapja                                  | 1976 óta. |
| augusztus 15.  | A repülők napja                                          | Ez a nap a katolikus egyházban a Boldogságos Szűz Mária mennybevételének ünnepe (Nagyboldogasszony), aki a repülők védőszentje. |
| augusztus 16.  | A hontalan állatok világnapja                            | |
| augusztus 29.  | A magyar fotográfia napja                                | Ezen a napon készült Magyarországon először nyilvános rendezvényen fénykép (dagerrotípia). 1840. augusztus 29-én, a Magyar Tudós Társaság ülésén Vállas Antal bemutatta, miként lehet képet alkotni a fénysugarak segítségével fényérzékeny nyersanyagon. |
| augusztus 30.  | Az eltűntek világnapja                                   | |

### Szeptember
| Dátum          | Név                                                 | Megjegyzés |
| -------------- | --------------------------------------------------- | --- |
| szeptember 1.  | A második világháború emléknapja                    | 1939. szeptember 1-én Németország megtámadta Lengyelországot, kitört a világháború. |
| szeptember 8.  | Az írástudatlanság elleni küzdelem nemzetközi napja | 1968. szeptember 8-tól az UNESCO kezdeményezésére ünneplik. |
| szeptember 8.  | A fizioterápia világnapja                           | 1965 óta |
| szeptember 10. | Az öngyilkosság megelőzésének világnapja            | |
| szeptember 15. | A demokrácia nemzetközi napja                       | 2008 óta |
| szeptember 15. | A mozdonyvezetők napja                              | Európai mozdonyvezetők napja: Az ALE (Európai Mozdonyvezetők Szakszervezetének Szövetsége) határozata értelmében ezen a napon az európai országok mozdonyvezető-szakszervezetei megemlékeznek szakmájukról.                  |
| szeptember 16. | Az ózon világnapja                                  | Vagy ózonvédelmi világnap. A Montreali jegyzőkönyv aláírásának évfordulója, amelyet 1987. szeptember 16-án írt alá a 46 alapító ország. Cél: a magaslégköri ózonréteg védelme. Mára 165 ország csatlakozott az egyezményhez. |
| szeptember 16. | A hangzáskultúra napja                              | |
| szeptember 20. | Az európai kultúra napja                            | |
| szeptember 20. | Biztosítási világnap                                | |
| szeptember 21. | ENSZ nemzetközi békenap                             | 2001 óta; azelőtt (1981-től) szeptember harmadik szerdája volt a Nemzetközi ENSZ-békenap. |
| szeptember 21. | A hála világnapja                                   | World Gratitude Day, 1965 óta |
| szeptember 21. | Alzheimer-világnap                                  | 1994 óta, Egészségügyi Világszervezet (WHO) |
| szeptember 22. | Európai autómentes nap                              | 1988 óta |
| szeptember 22. | orrszarvúak világnapja                              | 2010 óta a WWF Dél-Afrika kezdeményezésére. |
| szeptember 23. | Nemzetközi hulladékgyűjtő nap                       | |
| szeptember 26. | Nyelvek európai napja                               | Az Európa Tanács kezdeményezésére, 2001 óta. A magyarországi honlapok kalendáriumaiban elterjedt a január 14-i dátum is, mint „a nyelvek európai napja”, ekkorra azonban egyetlen szervezet sem hirdetett ilyen napot.       |
| szeptember 26. | A tiszta hegyek napja                               | UIAA (Alpinista Szövetségek Nemzetközi Uniója) kezdeményezésére szeptember 3. hétvégéjén, Magyarországon szeptember 26-án.                                                                                                   |
| szeptember 27. | Idegenforgalmi világnap                             | 1980 óta az Idegenforgalmi Világszervezet határozatára azzal a céllal, hogy elősegítsék a turizmus vezető iparággá válását.                                                                                                  |
| szeptember 30. | A fordítás nemzetközi napja                         | |

### Október
| Dátum                 | Név                                                    | Megjegyzés |
| --------------------- | ------------------------------------------------------ | --- |
| október 1.            | A zene világnapja                                      | 1975 óta, UNESCO, Yehudi Menuhin kezdeményezésére |
| október 1.            | Az idősek világnapja                                   | 1991 óta, ENSZ |
| A képeslap világnapja | 2020 óta, Postcrossing                                 | |
| október 2.            | Az erőszakmentesség világnapja                         | Mahátma Gandhi születésnapján – 2007 óta) |
| október 2.            | A sztómások világnapja                                 | 1993 óta, a WHO kezdeményezésére |
| október 4.            | Az állatok világnapja                                  | Assisi Szent Ferenc, az állatok védőszentje napján. A katolikus rendalapító 1181–1226 között élt. 1228-ban avatták szentté. Az állatokon kívül a kereskedők, a szegények, a szociális munkások és a környezetvédők védőszentje. |
| október 4–10.         | A világűr világhete                                    | World Space Week 2000 óta |
| október 5.            | A pedagógusjogok világnapja                            | 1994 óta; az UNESCO és az ILO (Nemzetközi Munkaügyi Szervezet) 1966. október 5-én fogadta el a pedagógusjogokról szóló, 150 paragrafusból álló határozatot. |
| október 6.            | Az építészek világnapja.                               | 1998-tól tartják e napon. Az Építészek Nemzetközi Szövetsége (VIA) nyilvánította világnappá, hogy ezzel is felhívja a figyelmet az ember környezetét meghatározó módon alakító építészetre. |
| október 7.            | A tisztes munka világnapja                             | A Nemzetközi Szakszervezeti Szövetség (ITUC) 2008. óta szervezi meg a Tisztes Munka Világnapját (WDDW) október 7-én. Ezen a napon a világ szakszervezetei felemelik szavukat a tisztes munkáért. |
| október 9.            | Postai világnap                                        | Elsősorban az USA-ban ünneplik, 1964-től. 1874. október 9-én alapították az Általános Postaegyesületet (utóbb Egyetemes Postaegyesület), amely a nemzetközi postaszolgálat összehangolása, továbbfejlesztése érdekében jött létre. A 22 alapító ország között volt Magyarország is. 1948-tól az ENSZ szakosított intézménye. |
| október 10.           | A halálbüntetés elleni harc világnapja                 | |
| október 10.           | A lelki egészség világnapja                            | vagy Mentális Egészség Világnapja; a Mentális Egészség Világszövetségének kezdeményezésére, 1994 óta. A Lelki Egészség Világszervezete nyilvánította világnappá. Magyarországon 1994 óta tartják. Célja felhívni a közvélemény figyelmét arra, hogy a lelki betegségben szenvedő emberek ugyanúgy rendelkeznek az emberi méltóság, az egyenlőség elidegeníthetetlen jogával, mint az emberiség valamennyi más tagja.                                  |
| október 11.           | A túlsúlyosság elleni harc világnapja                  | World Obesity Day |
| október 11.           | Előbújás napja                                         | Az Előbújás napja, más néven a Nemzetközi Coming Out Day egy nemzetközi LMBT-tudatossági ünnep, amelyet minden év október 11-én vagy 12-én tartanak.\| |
| október 11.           | A lánygyermekek világnapja                             | A nemek közötti egyenlőtlenségek közül a lánygyermekeket érintő hátrányos megkülönböztetésekre való figyelem felhívásának napja. |
| október 14.           | Szabványosítási világnap                               | Célja az országok műszaki elszigeteltségének megszüntetése, közös szabványok elkészítése és azok alkalmazása. 1946-ban ezen a napon alakult meg a Nemzetközi Szabványügyi Szervezet, az ISO. |
| október 14.           | Steve Jobs Nap                                         | Ezen a napon az Apple társalapítójának munkássága előtt tisztelegő rajongók teniszcipőt, kék farmert és fekete garbót öltenek.[forrás?] |
| október 14.           | Hegesztők világnapja                                   | |
| október 15.           | A fehér bot (a vakok és gyengénlátók) nemzetközi napja | 1988 óta A látássérültek nemzetközi napja. Célja a közvélemény figyelmének felhívása a vakok és gyengénlátók sajátos helyzetére, keresve gondjaik megoldásának lehetőségeit, a társadalomba való széles körű és teljesebb értékű beilleszkedés útját. |
| október 15.           | A falusi nők világnapja                                | |
| október 15.           | A kézmosás világnapja                                  | Egyetlen kórokozóból a számára kedvező körülmények között tizenkét óra alatt nyolc és félmillió lesz. 2008-ban több nemzetközi szervezet, köztük az UNICEF kezdeményezésére megrendezték az első a Kézmosás Világnapját. |
| október 16.           | Élelmezési világnap                                    | 1979 óta. Az ENSZ Élelmezési és Mezőgazdasági Szervezete, a FAO Rómában ülésező konferenciája magyar javaslat alapján nyilvánította világnappá. Az éhínség elleni harc napja egybeesik a FAO megalakításának évfordulójával. |
| október 16.           | a kenyér világnapja                                    | |
| október 17.           | A szegénység elleni küzdelem világnapja                | 1992-ben nyilvánította azzá az ENSZ. A világnap gondolata Joseph Wresinszky atyától, a Segítség Mindenfajta Nyomorúság Elleni Negyedik Világmozgalom (ATD) alapítójától származik. Magyarországon 1996-tól emlékeznek meg a világnapról. |
| október 18.           | A magyar regényírás napja                              | Dugonics András piarista szerzetes volt, aki verseket költött, foglalkozott matematikával, és megírta az első magyar regényt, Etelka címmel. Az ő születésnapjához kapcsolódóan az "Imádom a Könyveket a Magyar Irodalomért" közösség indította útjára a "Magyar regényírás napja" - világnapot, mellyel célul tűzte ki a magyar szép-, és szórakoztatóirodalom népszerűsítését.                                                                      |
| október 18.           | A testvérek világnapja                                 | |
| október 20.           | A csontritkulás nemzetközi napja                       | |
| október 20.           | Statisztikai világnap                                  | en:Az ENSZ Közgyűlése 2010. június 3-án október 20-át Statisztikai Világnappá nyilvánította |
| október 21.           | Földünkért világnap                                    | |
| október 22.           | A dadogás elfogadásának nemzetközi világnapja          | |
| október 24.           | Az ENSZ világnapja                                     | 1945 október 24-én jött létre a világszervezet létrehozásának egyezménye. |
| október 24.           | Az origami világnapja                                  | Magyar Origami Kör honlapja Ezen a napon született Lillian Oppenheimer, az Angol Origami Szövetség (BOS) és az Amerikai Origami Szövetség (OrigamiUSA) alapítója, aki világszerte népszerűsítette az origamit. Az origami világnap honlapját az OrigamiUSA működteti. Itt gyűjtik az ünnephez kapcsolódó rendezvényeket, ötleteket, és kérik, hogy minél többen kapcsolódjanak be a megemlékezésbe akár egy ünnepi esemény szervezésével világszerte. |
| október 24–30.        | A lefegyverzés hete                                    | Disarmament Week |
| október 28.           | Az animáció világnapja                                 | 2002 óta, Nemzetközi Animációs Filmművész Szövetség (ASIFA) ajánlására. |
| Október 31.           | A reformáció emléknapja                                | Luther Márton 1517-ben ezen a napon függesztette ki tanait a wittenbergi vár kapujára. |

### November
| Dátum        | Név                                                                                                 | Megjegyzés |
| ------------ | --------------------------------------------------------------------------------------------------- | --- |
| november 5.  | Európai kereskedelmi nap                                                                            | |
| november 6.  | Nemzetközi nap a környezet háború és fegyveres konfliktus során történő kifosztásának megelőzéséért | |
| november 9.  | Feltalálók napja                                                                                    | Hedy Lamarr 1913-as születésnapjának tiszteletére |
| november 10. | A tudomány világnapja a békéért és fejlődésért                                                      | World Science Day for Peace and Development, 2002 óta - a világnapot magyar kezdeményezésre hirdették meg, megünnepléséről 2001 októberében határozott az UNESCO párizsi közgyűlése. |
| november 11. | A katonai felderítők napja                                                                          | Minden évben ezen a napon adják át a Koncz Márton-díjat a Magyar Köztársaság Katonai Felderítő Hivatalnál kifejtett kiemelkedően eredményes tevékenység elismeréseként. |
| november 12. | Minőségügyi világnap                                                                                | Az Európai Minőségügyi Szervezet (EQO) 1992. november 12-ére hirdette meg az első minőségügyi világnapot. A magyar kormány már az első évben csatlakozott az EQO felhívásához, mellyel a szervezet a minőség iránti elkötelezettség fontosságára kívánja felhívni a figyelmet. |
| november 12. | Az irodalmi szervezetek napja                                                                       | |
| november 14. | A cukorbetegek világnapja                                                                           | Nemzetközi diabétesz nap, a WHO szervezésében tartják. |
| november 16. | A tolerancia nemzetközi napja                                                                       | 1995 óta |
| november 17. | Nemzetközi diáknap                                                                                  | |
| november 17. | Füstmentes nap                                                                                      | Az Egészségügyi Világszervezet kezdeményezésére a nap különböző rendezvényein azt hangsúlyozzák, hogy a dohányosoknak nincs joguk ártani nemdohányzó embertársaiknak. |
| november 19. | Nemzetközi férfinap                                                                                 | |
| november 20. | A gyermekek jogainak világnapja                                                                     | 2001 óta e napon felhívást intéznek a világ országaihoz, hogy támogassák és védelmezzék a gyermekek 1959. évi ENSZ deklarációban megfogalmazott jogait. 1989-ben ezen a napon fogadta el az ENSZ Közgyűlése a Gyermek Jogairól szóló Egyezményt. |
| november 20. | Az ifjú zenebarátok világnapja                                                                      | Az Ifjú Zenebarátok Nemzetközi Szövetsége 1968 tavaszán Lisszabonban tartott kongresszusának határozata alapján. 1968 óta ünneplik. |
| november 20. | A transzneműek emléknapja                                                                           | A transzneműek emléknapját azért tartják, hogy tisztelegjenek azok előtt akiket a transzneműek iránt érzett gyűlöletből vagy előítéletekből fakadóan megöltek. Az eseményt november 20-án tartják Rita Hester emlékére akit 1998. november 28-án gyilkoltak meg és halála indította el az „Emlékezzünk a halottainkra” online kezdeményezést, valamint egy gyertyás virrasztást is tartottak a következő évben San Franciscóban. |
| november 21. | A televíziózás nemzetközi napja                                                                     | ENSZ |
| november 21. | A filozófia napja                                                                                   | A filozófia a bölcselet tudománya, a bölcseleté, mely az emberiséget előreviszi. Ez okból hozta létre az UNESCO a filozófia napját, melyet első alkalommal 2002-ben tartottak meg. |
| november 25. | A nők elleni erőszak megszüntetésének világnapja                                                    | Az ENSZ 1999. december 17.ei határozata nyilvánította világnappá. |
| november 27. | A Nobel-díj alapításának napja                                                                      | Az Alfred Bernhard Nobel által alapított díj ünnepnapja. |

### December
| Dátum        | Név                                                        | Megjegyzés |
| ------------ | ---------------------------------------------------------- | --- |
| december 1.  | A békéért bebörtönzöttek nemzetközi napja                  | A világ békemozgalmainak aktivistái minden év december 1-jén tiltakoznak az igazságtalanul bebörtönzöttek szabadon bocsátásáért. |
| december 1.  | AIDS-ellenes világnap                                      | Az Egészségügyi Világszervezet (WHO) 1988-ban nyilvánította világnappá. |
| december 3.  | A fogyatékos emberek világnapja                            | Az ENSZ kezdeményezte, hogy felhívja a figyelmet a betegség, baleset vagy katasztrófa következtében fogyatékossá válók problémáira. |
| december 5.  | A gazdasági és szociális fejlődés önkénteseinek világnapja | |
| december 5.  | A talaj (termőföld) nemzetközi napja                       | Az ENSZ élelmezésügyi világszervezete, a FAO javaslatára 2013 óta tartják meg ezt a napot, hogy felhívják a figyelmet az élővilág és benne az ember legalapvetőbb életfeltételeit biztosító talajok állapotának világszintű súlyos romlására, és az ennek megállítása érdekében szükséges teendőkre. |
| december 7.  | A nemzetközi polgári repülés napja                         | |
| december 10. | Az emberi jogok napja                                      | 1948. december 10-én az ENSZ-közgyűlésen elfogadták az emberi jogokról szóló egyetemes nyilatkozatot. Ennek emlékére az 1950. december 4-i ENSZ-közgyűlés nyilvánította világnappá. |
| december 11. | Nemzetközi hegynap                                         | |
| december 18. | Az emigránsok nemzetközi napja                             | |

## Mozgó dátumok
| Név                                                                  | Időpont | 2024-ben               | 2025-ben                 |
| -------------------------------------------------------------------- | --- | ---------------------- | ------------------------ |
| A vallások világnapja                                                | január harmadik vasárnapja | január 21.             | január 19.               |
| Isten Igéjének vasárnapja                                            | Évközi 3. vasárnap, általában január harmadik, néha negyedik vasárnapja | január 21.             | január 26.               |
| A lepra elleni harc világnapja                                       | január utolsó vasárnapja | január 28.             | január 26.               |
| A választások világnapja                                             | február első csütörtökje | február 1.             | február 6.               |
| Az epilepszia világnapja                                             | február második hétfője Egy másik, ettől független kezdeményezés az epilepszia témájában a Purple Day minden év március 26.-án, lásd a márciusi világnapok felsorolásánál. | február 12.            | február 10.              |
| A biztonságos internet napja                                         | február második keddje | február 13.            | február 11.              |
| A házasság hete                                                      | Valentin napja körüli hét | február 12–18.         | február 10–16.           |
| Imanap a világ éhezőiért                                             | Farsangvasárnap (a nagyböjt kezdetét megelőző vasárnap) | február 11.            | március 2.               |
| A könyv világnapja                                                   | március első csütörtökje | március 7.             | március 6.               |
| Világimanap, vagy az ima világnapja (kezdetben a nők ima-világnapja) | március első péntekje | március 1.             | március 7.               |
| Az alvás világnapja                                                  | március második teljes hetének péntekje | március 15.            | március 14.              |
| A Föld órája                                                         | március utolsó vagy utolsó előtti szombatja, 20.30 – 21.30 | március 23.            | március 29.              |
| A láthatatlan munka világnapja                                       | április első keddje | április 2.             | április 1.               |
| A testvérvárosok világnapja                                          | április utolsó vasárnapja | április 28.            | április 27.              |
| A vakvezető kutyák világnapja                                        | április utolsó szerdája | április 24.            | április 30.              |
| Zajvédelmi világnap                                                  | április utolsó szerdája | április 24.            | április 30.              |
| A meztelenül kertészkedés világnapja                                 | május első szombatja |                        |                          |
| Anyák napja                                                          | Magyarországon május első vasárnapja | május 5.               | május 4.                 |
| Az asztma világnapja                                                 | május első keddje | május 7.               | május 6.                 |
| A méltányos kereskedelem (fair trade) világnapja                     | május második szombatja | május 11.              | május 10.                |
| Vándormadarak világnapja                                             | május (és október) második hétvégéje | május 11–12.           | május 10–11.             |
| A csillagászat napja                                                 | Az első negyed holdfázishoz közel eső szombat április második vagy május első felében, valamint szeptember végén vagy október elején                                       | május 18., október 12. | május 3., szeptember 27. |
| Nemzetközi tejnap                                                    | május utolsó keddje | május 28.              | május 27.                |
| Nemzetközi Gyermeknap                                                | Magyarországon május utolsó vasárnapja | május 26.              | május 25.                |
| A lakáskultúra világnapja                                            | június első szombatja | június 1.              | június 7.                |
| Pedagógusnap                                                         | június első vasárnapja | június 2.              | június 1.                |
| "Ki a tanteremből!" nap                                              | június harmadik (Magyarországon a tanév rendjéhez igazodva néha második) péntekje                                                                                          | június 21.             | június 20.               |
| A Nap napja                                                          | a nyári napforduló előtti vagy utáni vasárnap |                        |                          |
| Apák napja                                                           | június harmadik vasárnapja | június 16.             | június 15.               |
| Nemzetközi szövetkezeti nap                                          | július első szombatja | július 6.              | július 5.                |
| Az ölelés napja                                                      | július első szombatja | július 6.              | július 5.                |
| A rendszergazdák világnapja                                          | július utolsó péntekje | július 26.             | július 25.               |
| Az elsősegélynyújtás világnapja                                      | szeptember második szombatja | szeptember 14.         | szeptember 13.           |
| Takarítási világnap (szemétszedési világnap)                         | szeptember harmadik szombatja | szeptember 21.         | szeptember 20.           |
| A kulturális örökség napjai                                          | Magyarországon szeptember harmadik hétvégéje | szeptember 21-22.      | szeptember 20-21.        |
| Siketek világnapja                                                   | szeptember utolsó vasárnapja | szeptember 29.         | szeptember 28.           |
| Tengerészeti világnap                                                | szeptember utolsó vasárnapja | szeptember 29.         | szeptember 28.           |
| A fehér kendő napja, a nők nemzetközi összefogása a háború ellen     | szeptember utolsó vasárnapja | szeptember 29.         | szeptember 28.           |
| A szív világnapja                                                    | szeptember utolsó vasárnapja | szeptember 29.         | szeptember 28.           |
| Építészeti világnap vagy Habitat világnap                            | október első hétfője | október 7.             | október 6.               |
| Európai madármegfigyelő napok                                        | október első hétvégéje | október 5-6.           | október 4-5.             |
| A gyaloglók világnapja                                               | október első hétvégéje | október 5-6.           | október 4-5.             |
| A természeti katasztrófák csökkentésének világnapja                  | október második szerdája | október 9.             | október 8.               |
| A látás világnapja                                                   | október második csütörtökje | október 10.            | október 9.               |
| A tojás világnapja                                                   | október második péntekje | október 11.            | október 10.              |
| A hospice-ellátás világnapja                                         | október második szombatja | október 12.            | október 11.              |
| Vándormadarak világnapja                                             | (május és) október második hétvégéje | október 12-13.         | október 11-12.           |
| A javítás világnapja                                                 | október harmadik szombatja | október 19.            | október 18.              |
| Missziók világnapja                                                  | október harmadik vagy utolsó előtti vasárnapja | október 20.            | október 19.              |
| Globális média- és információs műveltségi hét                        | október utolsó szerdájával kezdődő hét | október 30–november 5. | október 29–november 4.   |
| Takarékossági világnap                                               | október utolsó munkanapja | október 31.            | október 31.              |
| Térinformatikai világnap (GIS Day)                                   | november harmadik szerdája | november 20.           | november 19.             |
| Dohányzásmentes nap                                                  | november harmadik csütörtökje | november 21.           | november 20.             |
| A filozófia világnapja                                               | november harmadik csütörtökje | november 21.           | november 20.             |
| A közlekedési balesetek áldozatainak emléknapja                      | november harmadik vasárnapja | november 17.           | november 16.             |
| Ifjúsági világnap                                                    | Az egyházi év utolsó vasárnapján, advent kezdete előtti vasárnapon, azaz Krisztus király ünnepén                                                                           | november 24.           | november 23.             |
| Európai hulladékcsökkentési hét                                      | november utolsó teljes hete, szombattól a következő vasárnapig | november 16–24.        | november 22–30.          |
| „Ne vásárolj semmit” nap                                             | november utolsó péntekje (az USA-ban november negyedik csütörtökjét követő péntek)                                                                                         | november 29.           | november 28.             |